# Деглис, Дайнис Янович
Дайнис Янович Деглис (латыш. Dainis Deglis; 26 января 1959, Смилтене, Латвийская ССР) — советский и латвийский футболист, выступавший на позиции защитника. Известен по выступлениям за рижскую «Даугаву». Мастер спорта СССР (1988).

## Биография
Начал заниматься футболом в 1969 году в Рижской футбольной школе, первый тренер — Криш Майситайс. Выступал за детские и юношеские сборные Риги и Латвийской ССР. В 1978 году дебютировал на взрослом уровне в составе рижской «Даугавы», выступавшей во второй лиге. В 1979 году в составе сборной Латвийской ССР принимал участие в Спартакиаде народов СССР.
В 1981 году перешёл в московское «Динамо», в основном составе бело-голубых сыграл только один матч — 27 февраля 1981 года в Кубке СССР против «Жальгириса». Также сыграл 4 матча и забил 1 гол в первенстве дублёров.
В ходе сезона 1981 года вернулся в Ригу и вместе с «Даугавой» стал победителем зонального турнира второй лиги, затем несколько лет выступал за команду в первой лиге. В 1987—1988 годах играл за «Звейниекс», затем на один сезон вернулся в «Даугаву».
В общей сложности за рижский клуб сыграл около 350 матчей, в том числе около 300 — в первенствах страны. Был одним из немногих, а в некоторых матчах — единственным этническим латышом в составе команды. Носил прозвище «Латышский стрелок».
В конце карьеры играл в Финляндии за КооТееПее из Котки. В 1992 году стал победителем первой лиги Латвии в составе клуба «Децемвири». На следующий сезон его команда отказалась участвовать в высшей лиге из-за финансовых проблем и футболист завершил карьеру.
По окончании карьеры был одним из первых футбольных агентов в Латвии. В 2010-е годы входит в руководство возрождённой рижской «Даугавы». Принимал участие в матчах ветеранов.